# Roger Dantou
Roger Dantou, né le 17 septembre 1880  à Tourtoirac et mort le 27 mai 1939 de maladie, est un des membres fondateurs de la Fédération française de rugby à XV.

## Biographie
Roger Dantou est le fondateur du Club athlétique Périgueux Dordogne en 1901 avec Roger William Magnanou. Il est également un des créateurs et le premier président du comité Périgord Agenais de rugby en 1910. En 1919, avec de grands noms du rugby français (Octave Lery et Charles Brennus entre autres), il fonde la Fédération française de rugby à XV (FFR) et en devient le premier vice-président, Octave Léry étant le président. En 1928, il sera élu à ce poste et le conservera jusqu'à sa mort en 1939. En 1934, il crée et devient le premier président de la Fédération internationale de rugby amateur, l'organe dirigeant du rugby en Europe. Il tombe malade et meurt le 27 mai 1939 à son domicile.